# Spranz (Zernien)
Spranz ist ein Ortsteil der Gemeinde Zernien in der Samtgemeinde Elbtalaue, die zum niedersächsischen Landkreis Lüchow-Dannenberg gehört. Der Ortsteil liegt etwa drei Kilometer südöstlich vom Kernbereich von Zernien.

## Geschichte
Die erste urkundliche Erwähnung fand der Ort im Lüneburger Lehnsregister im Jahr 1360 als Spranse, bzw. Spranzen. Im Jahr 1908 hatte der Ort zwölf Einwohner. Bis 1928 war Spranz eine selbstständige Gemeinde und wurde dann in die Gemeinde Fließau eingemeindet. Am 1. Juli 1972 wurde Spranz dann in die Gemeinde Zernien eingegliedert.